# Volaticotherium antiquum
Volaticotherium antiquum (pojmenován jako V. antiquus, toto jméno bylo však záhy změněno v zájmu zachování mluvnického rodu) je fosilní druh létajícího savce objeveného v roce 2006. Jde o jediný druh nově ustanoveného řádu Volaticotheria, který je řazen do příbuznosti dalšího vymřelého řádu Multituberculata. Byl velký 12-14 cm, jeho hmotnost se odhaduje na 70 gramů. Zuby měl specializované na pojídání hmyzu a končetiny měl uzpůsobené k životu na stromech. Díky bláně mezi končetinami byl schopen klouzavého letu. Jde o nejstaršího známého savce, který toto dovedl (je o 70 milionů let starší než další podobný nález). Byl tím podobný např. dnešním poletuškám.

Volaticotherium antiquum byl nalezen čínsko-americkým týmem ve Vnitřním Mongolsku ve vrstvě hornin z doby zhruba před 125 milióny let, druh na Zemi mohl žít v juře a křídě v době před 160 až 130 milióny let. Popis zvířete byl publikován v časopisu Nature v prosinci 2006.